# Chỗ ở

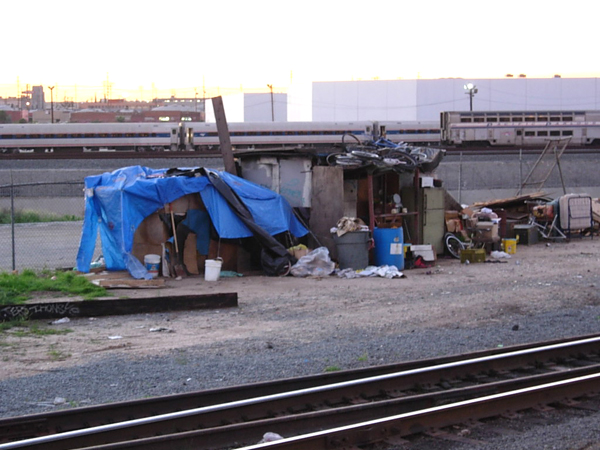
Một ngôi nhà tạm bợ của người nghèo ở bên một đường ray xe lửa

Chỗ ở (còn có thể được biết đến bằng các thuật ngữ như nơi cư ngụ hay nơi trú ngụ hay gia cư hoặc còn gọi là nhà cửa thậm chí là tổ ấm) là thuật ngữ chỉ chung về một nơi cư trú hoặc nơi trú ẩn của con người mà thông thường dạng vật chất cụ thể là một ngôi nhà. Những người không có nơi cư ngụ được gọi là người vô gia cư. Khi đề cập đến một tòa nhà, nó thường là một nơi mà trong đó một cá nhân hoặc một gia đình có thể nghỉ ngơi và cất giữ tài sản cá nhân. Hầu hết các hộ gia đình hiện đại ngày có nhà vệ sinh và phòng ăn trong chính ngôi nhà của mình.
Người ta cũng thiết kế chổ ở riêng cho các loài động vật trong môi trường thuần dưỡng như chuồng gà, vịt, chuồng heo, chuồng bò, trâu, chuồng chó, chuồng ngựa, mặt khác, các loài động vật hoang dã cũng tự thiết kế cho chúng những chỗ ở với các hình thức như tổ, hang, hóc. Trong tiếng Anh, chỗ ở hay gia cư hay "Home" cũng được sử dụng để chỉ khu vực địa lý (cho dù đó là một vùng ngoại ô, đồng quê, thị xã, thành phố hoặc thậm chí là quốc gia), trong khi nhà thông đường dùng để chỉ về một dạng vật chất hữu hình nhất định thì thuật ngữ gia cư trong tiếng Anh dùng để chỉ về một trạng thái tinh thần hoặc cảm xúc về nơi nương tựa, sự thoải mái nói chung là một sự trừu tượng và "Home land" có nghĩa là quê hương.